# Stanisław von Masowien

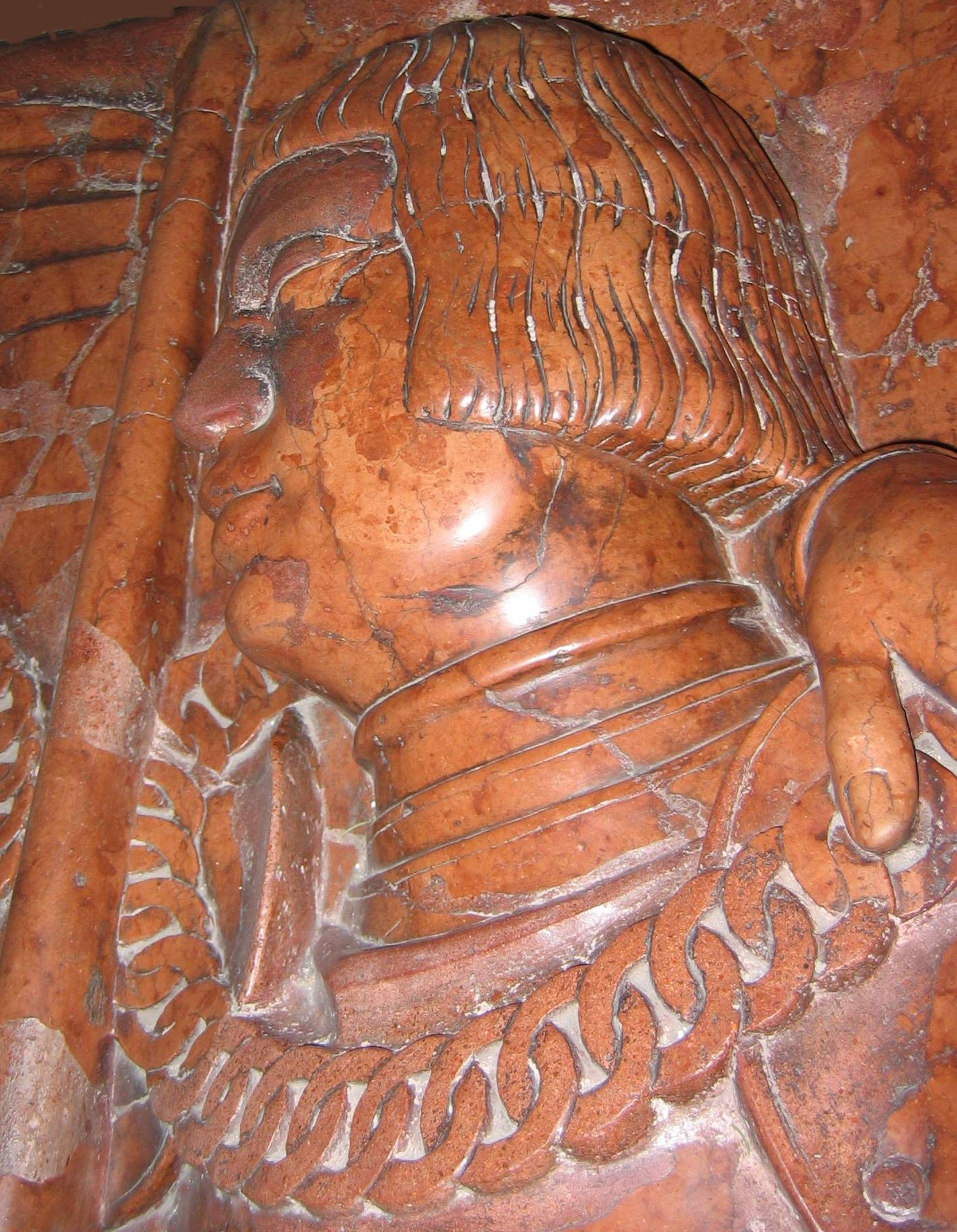
Herzog Stanisław von Masowien

Stanisław von Masowien (polnisch Stanisław Mazowiecki; * 17. Mai 1500; † 8. August 1524) war ab 1503, als Stanisław I., neben seinem Bruder Janusz III. († 1526), Herzog von Masowien (bis 1518 unter der Regentschaft seiner Mutter). Er entstammte dem Adelsgeschlecht der masowischen Piasten, dessen vorletzter männlicher Repräsentant er war.

## Leben
Stanisław war der Sohn von Herzog Konrad III. († 1503) und der litauischen Adeligen Anna Radziwiłł († 1522). Als sein Vater 1503 verstarb, erbten Stanisław und sein Bruder Janusz Gebiete um Czersk und durch die Unterstützung von König Alexander auch den Herzogsthron von Masowien, aber aufgrund des jungen Alters wurde die Regentschaft an die Witwe von Konrad, Herzogin Anna, übergeben.
Im Jahr 1518 nahmen beide Brüder an der Hochzeit von König Sigismund mit der italienischen Prinzessin Bona Sforza teil. Als loyale Vasallen der polnischen Krone nahm Stanisław mit seinem Bruder am Reiterkrieg 1519–1521 gegen den Deutschen Orden teil.
1518 übernahm er mit seinem Bruder formell die Regentschaft über das Herzogtum von seiner Mutter. Sie teilten sich die Regentschaft bis zu seinem Tod im Jahr 1524 gemeinsam. Allerdings überlebte Janusz seinen Bruder Stanisław nur um zwei Jahre und starb bereits 1526.
Mit dem Tod seines Bruders starb die Linie der masowischen Piasten im Mannesstamm aus und das Herzogtum Masowien wurde als erledigtes Lehen durch die polnische Krone eingezogen. Seine Schwester Anna von Masowien musste auf den Herzogsthron 1526 verzichten.

## Ehe und Familie
Herzog Stanisław war nie verheiratet und starb kinderlos. Er fand seine letzte Ruhe in der Johanneskathedrale von Warschau.